# Eumetopiella fascipennis
Eumetopiella fascipennis är en tvåvingeart som beskrevs av Friedrich Georg Hendel 1911. Eumetopiella fascipennis ingår i släktet Eumetopiella och familjen fläckflugor. Inga underarter finns listade i Catalogue of Life.